# 三咲家具
三咲家具（みさきかぐ）は、千葉県船橋市に本社を置く、株式会社ダイワ商事が運営する家具専門店である。現在、店舗数は２店舗あり、船橋市と千葉市で営業を行っている。

## 沿革
- 1917年 - 石川県松任市（現:白山市）にて、横山漆器店創業（輪島塗）
- 1954年 - 株式会社に改組し、輪島屋に改称
- 1963年 - 株式会社 大輪 に改称
- 1967年 - 小売り部門として株式会社ダイワ商事（三咲家具）設立
- 1971年 - 千葉県千葉市に検見川店開店（現在の宮野木店）
- 1984年 - ケイヨーホームセンターと提携。船橋本店、複合店化
- 2005年 - 印西店閉店
- 2007年 - 五代目取締役社長に横山秀康が就任
- 2016年 - 株式会社大輪、谷中ビル建て替えの為解体、鉄筋コンクリート5階建て賃貸マンションを建設
- 2016年 - 住宅リフォーム事業を開始。船橋本店内にモデルルームを複数設置

## 事業
日本国内のメーカーを中心に取り扱っており、百貨店にも卸ろすなどしており、地元では人気の家具店として知られている。
サイズが自由に選べるセミオーダーができるのも特徴となっている。